# Jang Chang
Jang Chang (koreanisch 장창; * 21. Juni 1996 in Südkorea) ist eine südkoreanische Fußballspielerin. Seit 2016 ist sie A-Nationalspielerin ihres Landes.

## Karriere

### Verein
Von 2019 bis 2021 spielte Chang für den Verein Seoul WFC. Danach wechselte sie 2022 zu
Incheon Hyundai Steel Red Angels.

### Nationalmannschaft
2011 spielte Chang für Südkorea U-17. Zwischen 2015 und 2016 war sie bei der Südkoreanischen Fußballnationalmannschaft U-20 tätig. Seit 2016 spielt Jang Chang für die Südkoreanische Fußballnationalmannschaft der Frauen als Mittelfeldspielerin. Bisher absolvierte sie 23 Länderspiele.